# Prinzessingarten (Jesberg)

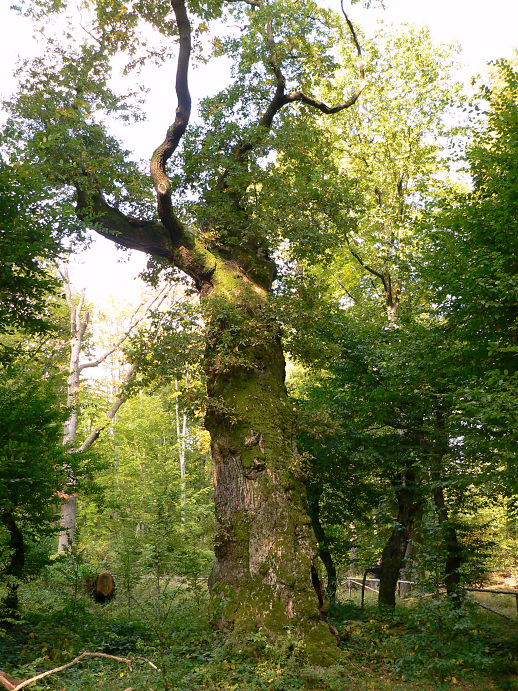
Prinzessinneneiche

Der Prinzessingarten, auch Prinzessgarten oder Prinzessinnengarten genannt, bei Jesberg in Nordhessen ist ein im 18. Jahrhundert angelegter, barocker Lustgarten, von dem heute nur noch Reste erhalten sind. Er liegt im Staatsforst Jesberg in einem größeren Waldstück etwa 2 km südöstlich der Burg Jesberg am Fernwanderweg X 16, dem Lulluspfad.

## Geschichte
Zu Beginn des 18. Jahrhunderts siedelte der neunte Sohn des Landgrafen Karl von Hessen-Kassel, Prinz Maximilian von Hessen-Kassel (1689–1753), nach Jesberg um. Er hatte 1723 von seinem Vater Güter in Jesberg und die Herrschaft Jesberg erhalten und begann dort, das Schloss Jesberg zu errichten. Zu dem Schloss gehörte ein prachtvoller barocker französischer symmetrischer Garten. Zwischen 1723 und 1753 entstand zudem der südöstlich von Jesberg gelegene Prinzessgarten im heutigen Staatsforst Jesberg. Dieser Garten wurde auf Wunsch von Maximilians vier Töchtern Friederike (1722–1787), Charlotte (1725–1782), Wilhelmine (1726–1808) und Karoline (1732–1759) angelegt und heißt daher bis heute „Prinzessingarten“.

## Gartenanlage

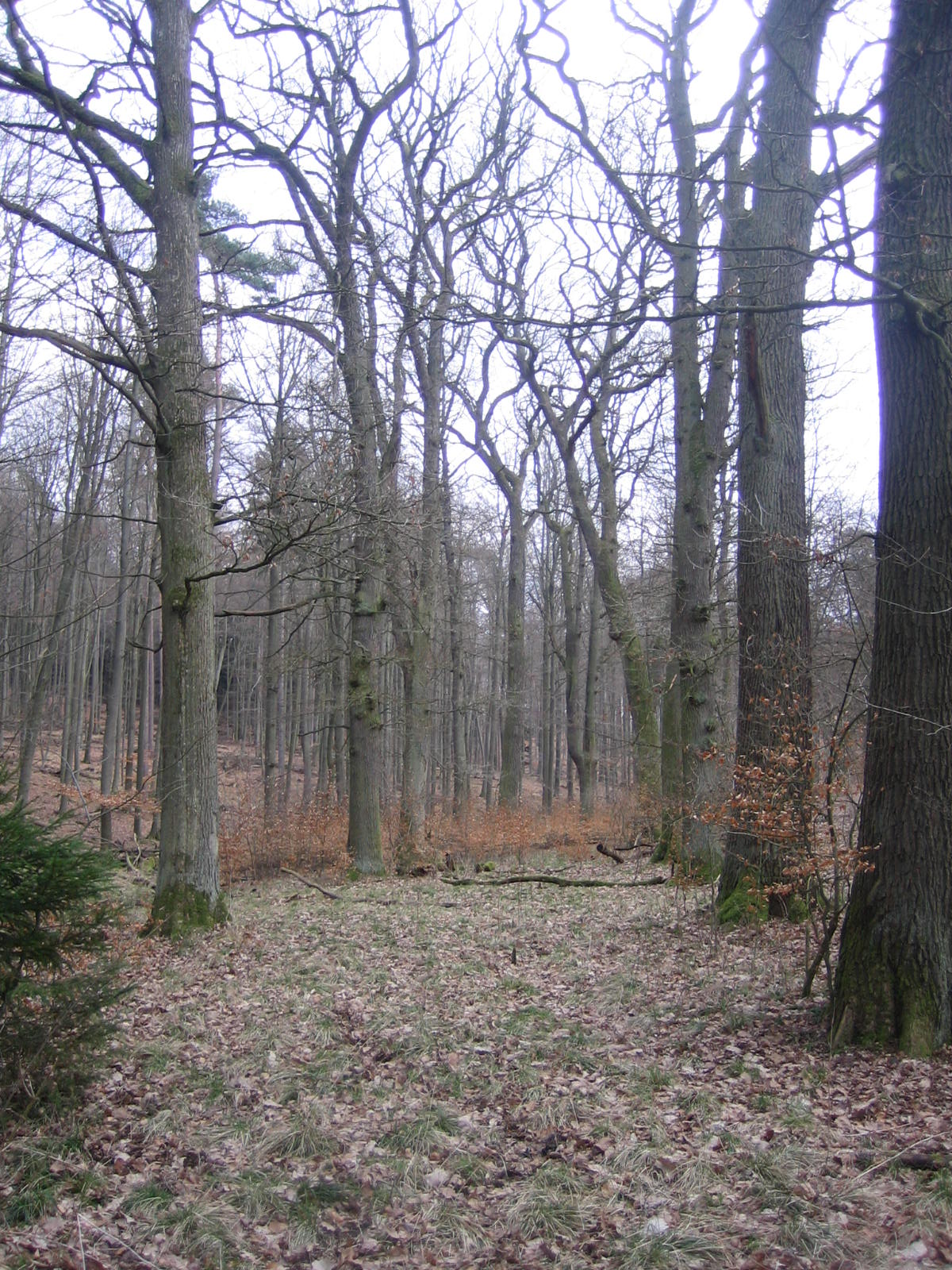
Reste der Allee im Prinzessingarten

Im Zentrum des ehemaligen Gartens steht noch die alte Prinzessingarten-Eiche mit einem Hainbuchenkranz, der einen natürlichen Tunnel um die Eiche bildete. Der Brusthöhenumfang der Eiche beträgt 6,77 m (2015). Vom Schloss zum Garten führte eine Eichenallee, deren Restbestand noch erhalten ist.
Die barocke Gartenanlage ist nicht mehr in ihrer Gesamtheit erhalten und als solche kaum noch zu erkennen. Die Eiche und die Reste der Allee sind als flächenhaftes Naturdenkmal ausgewiesen. Außerdem liegen sie im FFH-Gebiet DE-5020-304 Hutebäume südlich Jesberg, das noch weitere Flächen umfasst.